# Azijska cibetka palmašica
Azijska cibetka palmašica (lat. Paradoxurus hermaphroditus) – cibetka iz porodice Viverridae. Obitava u južnoj i jugoistočnoj Aziji. Zbog široke rasprostranjenosti, nije ugrožena.
Azijska cibetka palmašica je malena cibetka, sivo-crne boje i težine 2 do 5 kg. Ima tijelo dužine oko 53 cm s 48 cm dugim repom. Dugo, nabijeno tijelo prekriveno je grubim dlakama, koje su obično sive. Ima bijele šare preko čela i malu bijelu mrlju ispod oba oka, bijele točke na svakoj strani nosnice i usku tamnu liniju između očiju. Njuška, uši, potkoljenice i pola repa crne su boje, s tri reda crnih oznaka na tijelu. Rep je bez prstena, za razliku od nekih drugih sličnih cibetki. Analne mirisne žlijezde proizvode vrlo neugodan miris kao kemijsku obranu, kada je u opasnosti ili uzrujana. Ima dva različita spola i nije hermafrodit, kako sugerira latinsko ime vrste.
Obitavaju u velikom broju država kao što su: Indija, Nepal, Bangladeš, Butan, Mjanmar, Šri Lanka, Tajland, Singapur, Malezija, Indonezija, Brunej, Laos, Kambodža, Vijetnam, Kina i Filipini. U Papui Novoj Gvineji, njihova prisutnost je neizvjesna.
Oni obično nastanjuju tropske šume. Također žive u parkovima i prigradskim vrtova, koji imaju zrela stabla voća i dovoljno vegetacije. Njihove oštre pandže omogućuju im penjanje po drveću i olucima kuća. Uglavnom jedu voće i pomažu u širenju sjemena raznih vrsta u tropskim šumama. Jedu i male sisavce i kukce. 

## Vanjske poveznice
Ostali projekti
|  | Zajednički poslužitelj ima još gradiva o temi Azijska cibetka palmašica |
|  | Wikivrste imaju podatke o taksonu Azijska cibetka palmašica             |